# ابراهیم سهراب‌زاده
میرزا ابراهیم‌خان مدبر‌الملک با نام خانوادگی سهراب‌زاده یکی از دو نماینده ای بود که برای نخستین بار بر کرسی مراغه در مجلس شورای ملی نشستند.
مدبر‌الملک پیش از کودتای سوم اسفند ۱۲۹۹ همراه با میرزا حسین‌خان سهام‌الدوله منشی سفارت اتریش، جمعیتی به نام سوسیالیست به راه انداخته بود. پس از کودتا تا پایان حکومت صد روزه سید ضیاءالدین طباطبایی فراری بود.  در انتخابات پنجمین دوره مجلس شورای ملی که در زمستان ۱۳۰۲ در مراغه بر پاشد، از این شهر به نمایندگی انتخاب شد. مراغه در چهار دوره نخست مجلس شورای ملی نماینده نداشت. مدبرالملک و عباس میرزا سالار‌لشکر (پسر فرمانفرما) که در دوره پنجم انتخاب شدند، نخستین نمایندگان این حوزه انتخابیه بودند. در همان هفته های نخست تشکیل مجلس پنجم، مدبرالملک از هواداران جمهوریخواهی بود و تظاهراتی در حمایت از جمهوری به راه انداخت. در همین مجلس هم از نمایندگانی بود که به انتقال سلطنت از خاندان قاجار به رضا شاه رأی دادند. در آذر ۱۳۰۴ به عضویت مجلس موسسانی انتخاب شد که با تغییراتی در قانون اساسی، به برپایی سلطنت پهلوی رسمیت بخشید. 
پس از پایان دوره نمایندگی سهراب‌زاده، رسوایی اخلاقی و مالی تصرف در اموال عزیزخان خواجه، او را راهی زندان کرد و همه اموالش به دستور رضاشاه مصادره شد. 